# 神的記事本
《神的記事本》（日语：神様のメモ帳）是杉井光撰寫，岸田梅爾負責繪製插畫的輕小說作品。ASCII Media Works的電擊文庫刊載。
本作獲得日本寶島社「這本輕小說真厲害！」2011年度的第10名，2012年度的第14名。
改編電視動畫於2011年7月2日開始播出。

## 概要
舞台是都市市中心（根據後來的描述，似乎是澀谷）附近的地方。描寫著尼特族僱主偵探"愛麗絲"與她的普通高中生助手"藤島鳴海"有點不堪、有點可笑，又帶著一絲淡淡哀愁的青春冒險故事，是屬於比較罕見類型的推理輕小說。故事當中有些描寫了現實中暴力集團、與毒品等事件。鳴海就讀的高中、與愛麗絲的事務所，並非在市中心。但從鳴海就讀的高中頂樓遠眺可看見東京都廳。並從書中的內容可看出，附近有PARCO、CLUB QUATTRO與TOKYO PLAZA，還有澀谷中心街、宮下宮園等真實地標可以推知，故事場景確實在澀谷。作者在接受採訪時，確實透露了自己在澀谷工作。
官方劇情簡介是以「NEET TEEN STORY」的英文回文做介紹。作中登場的人物大多是未就學、未參加職業訓練，也未工作的年輕人。目前作者即以NEET TEEN作為他部落格的標題。

## 登場人物
- 配音員以動畫版／廣播劇版為順序排列。

### Neet(尼特族)偵探團相關者
愛麗絲／紫苑寺有子
聲：小倉唯／壽美菜子；香港：陳皓宜
自稱尼特偵探的繭居族，年齡不詳，看起來只有12、13歲的樣子。身高130公分以下。有著修長的雙腿、長黑髮。口才相當厲害，但說話毫不留情，經常喋喋不休。
覺得太陽和新鮮空氣都是她的敵人，平時宅在家總是穿著睡衣。擅長利用電腦和網路解開事件之謎。偵探事務所就在「花丸拉麵店」樓上，因此她經常叫外送，可是很挑食，但很喜歡吃老闆做的冰淇淋。患有「開放場所恐懼症」，在室外會感到不舒服。房間裡有著多台冷氣及電腦。
非常喜歡喝「Dr Pepper」，冰箱裡幾乎都是這個飲料。有很多布娃娃，特別喜歡其中一隻叫莫加迪特的啤啤熊。不喜歡洗澡，也不喜歡自己的衣服、床單、布娃娃被清洗。
第二集曾對鳴海說過「你果然跟我很像」。自稱「死者的代言人」，「挖出死者所要傳達的真相，將失去的語言從墓穴裡挖出，為了守護死者的名譽而傷害生者，為了安慰生者而侮辱死者」而作為工作的偵探。她在第一卷透露認為全世界有那麼多人在受苦，都是錯在她自己能力不足，是自己沒有找出真相的錯（光是這點就有點像鳴海）。
對身為助手的鳴海抱持著戀愛的感覺，但鳴海本人卻毫無知覺。曾對友造說過，鳴海是第一個一直待在愛麗絲身邊的人。
在短篇Happy Halloween中年近27,28歲在花丸拉麵附近蓋了一棟五層樓的商業大樓並與鳴海一起居住工作多年。
「這本輕小說真厲害！2011年」人氣女性角色第二名。
「這本輕小說真厲害！2012年」人氣女性角色第五名。
藤島鳴海
聲：松岡禎丞／阿部敦；香港：曹啟謙
本作主角，同時也是故事中的第一人稱。16歲。10月31日生。身高164cm，體重51公斤。長相非常平凡。母親已故，父親因為工作的關係而長期不在家中，因此平時家裡只有他和他的姊姊而已。
不斷轉學，因此習慣避免與人接觸，連同班同學的名字都沒有記住，自己亦漸漸變成不起眼的人。成為美園高中一年四班學生後，加入了沒有其他人加入的電腦學會，後來再受到彩夏邀請而加入園藝社。
被彩夏帶到尼特偵探團的根據地。在小說第一集彩夏跳樓事件後，變成愛麗絲的助手。
個性上是什麼事都自己承擔，什麼事都不說，什麼事都覺得是自己的錯，因此阿哲學長曾對鳴海說過「你跟愛麗絲很像」的言論。被平坂幫的小弟稱作「大哥」。在小說第一集中，為了能夠找出藥頭（墓見阪史郎）的巢穴，因此自願吃下毒品，最後成功找出墓見阪的巢穴。雖然平常沒什麼用，但是在緊要關頭時，卻能夠立刻反應過來且想到些出其不意的辦法，因此還頗受信賴的。
與雛村壯一郎結拜為義兄弟，是很少數膽敢直視他雙眼的人。在與NEET偵探團等人相識和發生許多事情後，在校成績吊車尾，卻也奇蹟似的升上二年級。在第二集自願成為花丸拉麵店的員工（但在第三集彩夏回來後又被開除）。不管賭博、擲骰子都不會輸，每次與阿哲等人玩擲骰子都是大贏，連他本人也覺得很可怕。
在小說第五集，作者以藤島鳴海在紀錄過去發生的事件來編寫。並在記錄岡林商店去留的章節裡體現出自己對愛麗絲抱持著戀愛感覺。愛麗絲曾在小說第六集用華生和福爾摩斯來比喻鳴海是不可缺少的存在。
在短篇Happy Halloween中年近30歲，職業小說家並與愛麗絲一起居住工作多年。
篠崎彩夏
聲：茅野愛衣／本多陽子；香港：余欣沛
美園高中一年四班學生，鳴海的同班同學。父母分居，連以前跟彩夏感情很好的哥哥亦甚少有機會見面。在「花丸拉麵店」兼職。
笑容率真，待人友善。以前很怕跟其他人說話，覺得在課室很辛苦，總會獨自走到天台，因此在天台遇上了嗚海，為了跟嗚海製造話題，才會搬了幾個花盤上天台扮作課外活動，邀請對方加入園藝社。
當察覺到哥哥阿俊的事與第四代的委託，知道原來自己被利用了來種植一樣名為「長莢罌粟」的毒品原料後，最想做的仍是想辦法救哥哥，本應打算報警處理，卻被墓見阪強逼服下毒品。精神科藥物影響下，擴大了所有精神反應，引起幻覺，令內心的恐懼與內疚被無限放大，她認為自己種這些花，就如同幫兇般協助毒販製毒，所以在校舍頂樓天台一躍而下，由於事前並沒有留下遺書或是半句說話，故被警方當成突發性自殺案處理。
依愛麗絲判斷，當時已經神智不清的彩夏並沒有隨便找一幢大廈來跳，偏偏選擇了學校天台作為自己人生終結的地方，其實是希望校方以安全理由封鎖學校天台，以免有人走上天台破壞充滿著他們兩人回憶的地方，因此彩夏當時想著的是鳴海的事。
雖然經搶救後保住性命，卻一直處於昏迷狀態，而嗚海則每天前來醫院跟仍然沉睡不醒的彩夏聊天。
小說第三集甦醒，但後遺症導致她遺忘了跳樓之前發生的所有事情，包含她與鳴海初次相遇的那段回憶，僅只語言能力和基本常識不受影響。儘管如此，她還是保有對失憶前部分記憶的零碎印象。似乎喪失記憶前見過皆本憲吾，在第三集中看到愛麗絲電腦銀幕上「皆本憲吾」這姓名後，有短暫的發狂。
據說當初她第一次見到愛麗絲時，就因為她太可愛而一直抱住她。常教導愛麗絲一些奇怪甚至是錯誤的知識。
在短篇Happy Halloween中成為少校的遊戲公司宣傳負責人。
明老闆／黃明麗
聲：生天目仁美／大浦冬華；香港：朱妙蘭
「花丸拉麵店」店主，中日混血，父親花田勝，母親黃文麗。是位漂亮的女性，但脾氣不太好。體育系大學畢業，所以體力很好，每天早上會去晨跑。原本打算賣冰淇淋維生，但因為開拉麵店的父親突然失蹤，因此她就繼承他父親的職業。胸部用繃帶綁著，再加上一件背心，一副讓人有機可趁的樣子。經常發明一些新口味的拉麵與冰淇淋，但大多的人都說她做的冰淇淋比拉麵好吃，但由於她脾氣不好，所以鳴海都不敢吭聲。以冷淡的態度守護著聚集在店裡的尼特族們。 根據第六集內容推測，花丸拉麵店位置應該在東京渋谷站東口出來的某個偏僻巷子裡面。
據說她打架強到第四代和阿哲都打不過。
在短篇Happy Halloween中與宏哥一起經營拉麵店並育有1男1女，分別為晶菜&透流。
阿哲學長／一宮哲雄
聲：松風雅也／高橋研二；香港：周倚天
尼特偵探團中的武鬥派，鳴海就讀的M中輟學的學長。曾經是拳擊手，不過現在沉迷於賭博、吃角子老虎。曾說鳴海有成為尼特族的「特質」（但本人否認）。過去曾因為打架多次出入警察局，所以在黑白兩道算有點人脈。
在短篇Happy Halloween中一樣經營著代客挨揍專門為黑白兩道處理紛爭。
少校／向井均
聲：宮田幸季／岡本信彥；香港：關令翹
尼特偵探團中的情報員，擅長竊聽與偷拍，外表長得很像小孩子，卻已是大學生。對軍事相當著迷。稱鳴海叫「藤島中將」。擁有連大學教授都讚賞不已的電子工程知識與技術，但都用在偷拍與竊聽上，另外還會製作爆裂物還有寫程式。出場時常身穿迷彩服。
在短篇Happy Halloween中一樣經營遊戲公司並讓彩夏擔任宣傳負責人。
宏哥／桑原宏明
聲：櫻井孝宏／間島淳司；香港：何承駿
尼特偵探團公關。長相英俊而且口才出色，但實際上是個小白臉，經常跟女性發生性關係，還曾經想与鳴海的姊姊发生关系。擅長利用認識的女性來獲取搜查的資料。與玫歐認識，曾告訴她一些亂七八糟的知識。喜歡明老闆，在小說第六集求婚，但失敗收場。
在短篇Happy Halloween中與明老闆一起經營拉麵店並育有1男1女，分別為晶菜&透流。

### 平坂幫
第四代／雛村壯一郎
聲：小野大輔／三宅健太；香港：伍博民
本名雛村壯一郎，但被愛麗絲等人戲稱「小雛雛」，讓他非常不滿（但鳴海怕被揍，所以沒叫過）。街上的不良少年首領，據鳴海描述，他眼神兇殘到似乎只用眼神就可以殺人似的。和尼特偵探團有段孽緣，稱呼鳴海叫「園藝社的」。以前住在關西，老家是經商的，因此儘管是黑道，但還是非常具有商人的觀念。
裁縫的技巧可媲美職業級，但不想讓眾人知道，只有鳴海、愛麗絲與NEET偵探團的人知道，當愛麗絲的布娃娃破掉時，都是請他修補的。事實上，教他裁縫的，是一位叫喜善的韓國女性，常常都會來善喜的店，因為有很多修補布公仔的材料只有善喜的店才能找到。
電腦白痴（其實幾乎整個平坂幫都是），但後來經由鳴海教導，已經可以自己管理平坂幫的電腦。小說第二集因為鳴海想保護玫歐，因此與第四代結拜為兄弟。很重義氣，所以儘管鳴海有難，還是會幫助他，但如果幫助的很多，還是會被欠人情。
過去與平坂鍊次是交杯酒的兄弟，但後來在平坂鍊次的誤會下，兩個人反目成仇。最後愛麗絲的推理讓真相大白，還讓第四代與平坂鍊次在Live House後台以拳頭做個了結，但還是第四代贏了[6]。
故意用紋身遮掩的位置，原本是一道疤痕，是5年前保護喜善而受傷留下。
在短篇Happy Halloween中經營著很多事業而忙碌不已讓石頭男代管平坂幫，收留著久聞未見而不願繼承家業逃跑的妹妹雛村智佳子。
平坂鍊次
聲：鈴村健一／無；香港：黃啟昌
平坂幫的創始人，操著一口怪怪的關西腔。曾答應過自己不管有多生氣都不會出手，自此之後就只會用腳和頭。對喜善有好感。
東京出世。與大阪歸來的第四代聯手，從四處欺凌的後藤田組手上把地盤搶回來，之後一口氣擴張勢力，最後建立了平坂組。兩人更成為了不分上下，平起平坐的交杯結拜兄弟。
四﹑五年前，因為喜善遭刺死，因此憎恨當時在場的第四代，並認為一切都是第四代的錯，並且一直以為第四代自己獨吞了來自後藤田的一筆封口費。後來前往千葉流浪自此音訊全無。
數年後重返東京，利用被平坂組摧毀了幫會而對其恐懼和憎恨的人，藉著柳原會與第四代在演唱會發生過節一事上，順勢搞垮整個平坂幫以作報復。
從愛麗絲口中得知真相後，對自己的所作所為感到愧疚，作為對整件事的交代，乘搭新幹線離開東京，前往新大阪展開新生活。
剛回到東京就在酒吧遇到了鳴海。和鳴海在動物園以可樂進行交杯酒的動作。
石頭男
聲：間宮康弘／山口りゅう；香港：雷霆
第四代的手下，與其他平坂幫小弟一同尊稱鳴海為「大哥」。長的相當肥胖，是平坂幫最胖的人。缺乏許多常識，連電腦都不會用。
與其他同幫的人共稱鳴海叫「大哥」。
在短篇Happy Halloween中替事業眾多而忙碌不已的四代目代管平坂幫。
電線杆
聲：安元洋貴／柳田淳一；香港：葉振聲
第四代的手下，與其他平坂幫小弟一同尊稱鳴海為「大哥」。長的相當高大，是平坂幫最高的人。缺乏許多常識，連電腦都不會用。
與其他同幫的人共稱鳴海叫「大哥」。
在短篇Happy Halloween中經營著由四代目支援協助開設的成人遊戲吧檯場所。

### 哈囉皇宮
草壁昌也
聲：濱田賢二／無；香港：潘文柏
Meo的父亲。38歲。營業顧問。9年前跟一個泰國女人結婚。最初來日本時住在大阪。「哈囉企業」副社長，遭社長美河與田原幫等人迫害，指他私吞了兩億元的贓錢。事實上，草壁長時間以來都利用住在「哈囉皇宮」的人（基本上大多是來自東南亞的外籍勞工）來洗錢（包含依林，但他本人完全不知情），他將兩億元贓錢以「直接發現金」的方式給依林等住戶薪水，接著再讓他們匯進它們自己的銀行帳戶後，讓他們把錢以轉帳的方式寄回祖國老家。但中間為了手續費等事情而抽成（據依林表示大概抽了全部的一半左右）匯進草壁的戶頭，再將那些抽成的錢提領出來，如此一來贓錢就會成為合法的錢。事實上那些錢都是靠田原幫洗的，因為那些錢本身是田原幫的錢，如此一來就可以透過草壁而變成為合法的錢。
他相當懼怕田原幫不再幫助他洗錢，因為一旦沒有錢可以洗，就等於是「哈囉皇宮」的居民沒有錢拿，這樣他們就會被強制遣返回祖國，由於草壁本性善良，所以他對此並不樂見。
但是這種作法效率太慢，而且遲早會被國稅局查到。所以美河社長便聯合田原幫，陷害草壁，打算將他幹掉。
玫歐／草壁查妮（Charuni Masaya）
聲：小笠原早紀／無；香港：林元春
草壁昌也之女，十四歲、泰國籍。小說第二集帶著內含兩億元現金的波士頓袋拜訪NEET偵探事務所。事實上被黑道田原幫追殺，鳴海等人得知實情後，委託明老闆讓玫歐借宿她家。廚藝不錯，特別是泰式料理。
似乎對鳴海有點好感。
依林
住在「哈囉皇宮」的中國美人，食量很大，在酒店上班。認識玫歐與宏哥。實際上是藉由「哈囉企業」的人力派遣而得以來到日本工作。小說第二集出現，知道玫歐的處境，因此幫助鳴海搜查，提供他很多幫助。薪水由草壁親自發送（也就是現金，而不是轉帳），將部分的薪水轉帳寄回祖國老家，但中間被將近五成，那些錢其實也就是要用來洗錢的贓錢，草壁即利用哈囉皇宮的居民轉帳的方式來洗錢，近而把抽成的部份轉給田原幫。

### M中相關
黑田小百合
聲：遠藤綾／無；香港：陳琴雲
鳴海和彩夏的老師。外表成熟漂亮，很多老師都以為她是寡婦，但事實上她還是單身，現在年齡推測是30出頭。在讀大學時當過家教，對教學抱有熱誠，過去曾利用M中的溫室，在裡面對成績不好的學生進行課後輔導，她認為在花草旁邊唸書是一件很棒的事。在彩夏從醫院醒過來，並回來上課後，為了讓彩夏和鳴海能夠趕上課業（鳴海在第三學期幾乎請假沒來上學，因此成績爛到差點要留級），因此再度使用園藝社的溫室對他們兩個進行課後輔導。基本上是教國文，但經過課後輔導後，鳴海覺得她上的英文和數學比國文更好。
四年前曾在溫室對阿哲和羽矢野友彥與其他學生進行課後輔導。知道羽矢野友彥死亡一事，也看到他死在校門口。
羽矢野薰子
三年級。鳴海就讀之高中的學生會長。小說第三集由於哥哥友彥的死，堅持廢除園藝社。
羽矢野友彥
羽矢野薫子的哥哥，已故。生前身體不是很好。認識阿哲、小百合老師等人，與阿哲很友好。於四年前的冬天死於雪地中的M中 的校門口旁的銀杏樹下。
也跟阿哲等學生一樣參加小百合老師的園藝社課後輔導，四年前某日下雪的冬天，阿哲等學生以「鍛鍊體力」的名義叫羽矢野友彥去買東西，還命令他穿短袖短褲，結果羽矢野友彥最後吐血死在校門口，在老師們都傳言是「阿哲等學生欺負羽矢野友彥，導致這起死亡事件」。但這只是表面上的原因，其實似乎還另有隱情。
香坂由佳里
三年級。鳴海就讀之高中的學生會監察委員長，戴一副眼鏡。委託愛麗絲，請她不要讓羽矢野薫子廢除園藝社。
劍崎佳也子
一年級。繼羽矢野薰子後的學生會長。
鮎川千夏
一年級。繼香坂由佳里後的監察委員長。
菱田華繪
一年級，佳也和千夏的同班同學。經常幫忙打理監察委員中的雜事。

### 黃道盟
黃紅雷
明老闆的表哥，黃道盟的龍頭繼承人。
黃小鈴
表姊。黃道盟日本分家當家（龍頭的弟弟）的孫女。ZODIAC集團的系统安全開發者。
黃文麗
明老闆的亡母，花田勝亡妻。黃道盟香港本家龍頭的么女。
於香港本家出身，日本分家長大。
黃香玉
本家龍頭的孫女。原訂會與黃紅雷訂婚，但疑似於家中發生槍戰被殺。
有一日本籍男友—梅田浩二。

### 其他角色
篠崎俊夫
聲：立花慎之介／無；香港：麥皓豐
彩夏的哥哥。在中途退學成為NEET，之前常和阿哲他們一起。很擅長玩格鬥遊戲。
有吸毒的習慣，原本想戒掉，但因為墓見阪（毒品供應人）的關係，讓他怎麼戒也戒不掉，小說第一集最後NEET偵探團與平阪幫攻入墓見坂的巢穴後，被送進醫院。
原本第一集的『ANGEL·FIX』事件之前，與彩夏一同住在與父親離婚的母親那裡。在警察醫院出院後進行保護管束，結束後與父親同居。在第三集中，由於第四代想問出已死去的皆本憲吾的事，所以狠狠地打他一頓。
墓見坂史郎
聲：日野聰／無；香港：陳廷軒
毒品供應人。他是導致俊夫无法戒掉吸毒的習惯的人。
皆本憲吾
阿哲、羽矢野友彥的同級生，當時M中的監察委員長，設立園藝社。在『ANGEL·FIX』事件中死亡。
善喜
聲：石田彰／無；香港：張裕東
韓國人，若木手藝店的老闆，第四代是其店裡的常客。擅長有如榻榻米紋路的繡法，是一門韓國傳統的刺繡技術。外表相當美型，因此讓附近的高中女生趨之若鶩。
原本是女兒身，名叫「喜善（ヒソン）」。稱呼第四代為「阿雛」。
五年前在新大久保一個風月場所工作，是後藤田組老大的情婦。後來被後藤田的前妻在公寓內刺傷，事發後由後藤田組送往醫院，雖然勉強保住性命，但代價就是切除子宮和卵巢，失去了正常女性的身體機能，也因此有些行動不便。
利用從後藤田手上得到的一筆封口費在北千住一棟大廈裡租住了其中一套房子，並在那裡開設一間夢寐以求的手藝店，隱藏自己的女性身分，並將對鍊次和第四代的感情埋藏在心裡，這件事從此石沉大海。
然而第四代卻對愛慕喜善的平坂鍊次隱瞞了整起事件，也讓他以為喜善已經死了。幾年後又跑回東京找第四代報仇。
花田勝
聲：藤原啟治／無；
花丸拉麵店的前老闆，明老闆的父親，同時也是「花丸拉麵店」這個名字的由來。過去常拉明老闆去釣魚、爬山、或滑雪，鳴海認為這是因為他應該多待在自己女兒身邊。但於五年前行蹤不明。
現在隱姓埋名回到這裡。偶爾會去花丸拉麵店吃麵，但每次都是只吃一口，就付了帳離開。同時也潛進明老闆的家中，並將食材等煮湯頭的素材、做法一併偷偷交付給她，但他卻也被誤認是偷走明老闆纏胸繃帶的元兇。
正因為明老闆認為他總有一天會回來，因此她從未換過自己家大門的鎖。在與黃文麗結婚轉開拉麵店之前為受過特別訓練的傭兵。因此在回到花丸拉麵店時，避開了愛麗絲所有架設的監視器、潛入屋內也沒有被發現。於第六集中中彈身亡。
岡林友造
「岡林商店」的老闆，明老闆的高中同學。通稱「友造哥」。在上高中後父親車禍過世，於是拋開上大學的念頭，繼承店鋪。是個十份喜歡酒的酒癡。
店內有不同形形色色的外國進口貨,特別是在日本國內難以購得的特別口味Dr Pepper使愛麗絲對他的店極度依賴。店面旁邊蓋起新的超市，由於許多老主顧紛紛往新超市買酒，也衝擊了「岡林商店」的業績。再加上超市有意收購店面，打算將它拆除蓋成停車場，因此讓友造陷入窘境。
他的母親，由於認為友造不該繼承這種沒有前途的店面，因此在要販賣的酒中參雜醬油或其他液體，打算讓「岡林商店」信用受損，讓店面早點收起來。但最後在鳴海和愛麗絲的勸說、以及友造本身的堅持，因此繼續讓「岡林商店」營運。
最後超市負責人也從原本的「收購岡林商店」，轉變成「請他們在超市內設專櫃」，但還是被友造婉拒。
和久井由美
友造的戀人，已經懷孕。和久井食品股份有限公司的社長千金，和友造一樣是酒癡。原本因為「岡林商店」的繼承問題，常與友造吵架，但吵久了就莫名開始交往，甚至訂了婚。
陣內香織
陣內大樓房東之女。於「大笨蛋俠義入門篇」中被綁架。由於家境不是很好，因此決定下海去做色情按摩應召的工作。由於要與美津夫結婚，因此辭掉色情按摩應召的工作。在最後一次工作時被松本和其學長綁架。
在鳴海的設計下被救回。而後從愛麗絲得知綁架她的松本的真相，心裡相當複雜。
美津夫
陣內香織的未婚夫。米切爾玩具公司的社長。對香織做色情按摩應召的事並不知情。
松本耕太
由於在學校常被欺負，因此希望加入平坂幫，讓自己變得比較勇敢一點。大學生。對陣內香織有好感，間接造成綁架事件，同時是幫兇。過去也都指名香織，但只是純聊天，並沒有做限制級的事。他的學長得知香織不打算做色情按摩應召了，因此半強迫的要松本跟她發生性關係。但最後松本還是堅決不要，也讓他的學長惱羞成怒，將香織綁架。
雖然是幫兇之一，香織能獲救也是因為他，他本來就不想做這種事情。最後再加上鳴海鮮豔的一筆，讓整起事件被破獲。
西村
聲：野島裕史／無；香港：周良鴻
「西村GAME」的老闆之子兼店長，明老闆的高中同學。通稱「西村大哥」。曾經在甲子園是個非常有實力的打擊者。由於父親生重病，因此接手「西村GAME」的店長一職，但營運卻不是很好。然而，身為「西村GAME」的房東因為債務的關係，讓房東將整個房子的所有權交於黑道（尼莫老大）。而黑道方面也想要「西村GAME」收攤，改做小鋼珠店。他們也對西村提出優渥的條件，但西村堅決拒絕。
最後鳴海等人也偶然牽涉其中，打算與尼莫老大交涉。而後決定以比賽決定「西村GAME」的生死。但最後卻中了他的陷阱，讓他們要以尼莫最擅長的棒球決勝負。在最後贏得比賽，「西村GAME」也得以繼續營業。
老大／根本喜一
聲：武虎／無；香港：朱子聰
黑道的幹部，阿哲學長的麻將牌友。高中二年級夏天是甲子園掛著王牌號碼的勝利投手，一直打到準決賽才輸，不久後就主動退學。曾被懷疑跟黑幫的人勾結，賭球時放出消息。當年的他意識到在甲子園比賽過後，失去利用價值，他們的風光便會被忘卻，便因此不再打棒球。痛恨別人當棒球是幼稚的玩意亂來，不尊重棒球。
在他最討厭的棒球遊戲中記錄了他三十年前的資料，當中包括怎樣配球，必殺技－指叉球。與NEET偵探團等人以棒球賽輸賭，答應如果勝出他們就不加「西村GAME」的租金。在比賽時，被鳴海擊出安打，讓他重拾棒球的熱情。
梅田浩二
黃香玉的戀人。歌舞伎町—大成和會的討債人，過去有毒癡，現已把毒戒掉。
紫苑寺吾郎
愛麗絲（紫苑寺有子）的叔公。儘管已62歲但仍與超過十名女性持續交往、靠著強大小白臉能力而活的男人，同時也是宏哥的師父。發現鳴海也具有當小白臉的天分，打算將自己畢生的功力傳授給他。
夏月結衣／桂木結菜
藝人。運動用品公司「海克力士」的代言人。因公園內發現了很像她父親的街友銀二而向尼特偵探團委託，委託內容為請求銀二與她見面。最終銀二死亡。
和愛麗絲一樣非常喜歡布娃娃。爲了完成委託，鳴海假裝是結衣的男朋友進行在經理人監視下的秘密交談。並被鳴海說“節目里和節目外，不管是哪個結衣，我都喜歡！”（並非告白）似乎對鳴海抱有好感。
銀二／桂木健司
居住在區立公園的街友。桂木結菜的父親。在第七卷中被生存遊戲社射擊。同樣在第七卷中實現了遺願（被其它街友砍下頭）。裴先生、森先生、專務、馬力恩霍夫街友。
桐山卓治、大島邦宏、田所晉也、平林實隆
R高中（男校）的歷史研究會成員。桐山、大島、田所是高二，平林是高一學校。少校稱呼他為「平林二等兵」 。
鷲尾和人
夏月結衣的經理人。
雛村玄一郎
雛村壯一郎的父親。雛村家族第三代當家。
雛村理佳子
雛村壯一郎的母親。
大島
賓館「茱莉安娜」的櫃台職員。
島谷忍
大島的女友。
宮岸伸雄
一名設計師，隸屬位于目黑區的設計公司。曾與島谷忍、深町瞳、菱田華繪援交。
深町瞳
大島的援交集團中的一員。
千賀澤輝彥
一年前（即第一卷的時間點）『ANGEL·FIX』事件中，在墓見阪的巢穴發現的兩名生還者之一（另一人為篠崎俊夫）。
伊原木潤子
「天使之花工坊」的老闆娘。38歲，已離婚，育有一子。
伊原木友樹
伊原木潤子之子。小學二年級。被『ANGEL·FIX』事件中的毒蟲稱為Syusyuly。

### 廣播劇原創
相賀澤淳
聲：藤原啟治
廣播劇CD「時髦詐欺師的末路」登場人物。
詐欺師，同時也是千繪美的父親。流浪各地做詐欺的行為。買了一間店面做為詐欺的假服裝店，而且鳴海還被騙了錢。後來被房地產騙了錢，還被綁架。
事件過後，受到愛麗絲等人的幫助，成為了「艾倫·卡巴」二手服裝店的店長。據尼莫老大所言，後來營運的很不錯。
相賀澤千繪美
聲：佐藤利奈
廣播劇CD「時髦詐欺師的末路」登場人物。
淳的女兒，同時也是他的助手。教育程度只有中學生而已。故事中騙了鳴海去他們的服裝店，最後鳴海花了錢後才發現受騙上當。
後來由於父親被房地產綁架，因此跑到愛麗絲的偵探事務所求救，最後在鳴海的關說下，救回了淳。
事件過後，成為了「艾倫·卡巴」二手服裝店的店員，並住在附近的街上。
SAKURA／小早川櫻
聲：高垣彩陽
廣播劇CD「歌姬的危險Angle」登場人物。
桐島武史
聲：杉田智和
廣播劇CD「歌姬的危險Angle」登場人物。
丹尼大河內
聲：藤原啟治
廣播劇CD「歌姬的危險Angle」登場人物。
里崎宗男
聲：三浦潤也
廣播劇CD「歌姬的危險Angle」登場人物。

### 動畫原創
藤島佳代
聲：植田佳奈／無；香港：林元春
嗚海的姐姐。小說版亦有出現，但是在人物設定上沒有多做描寫。
木村未來
聲：伊瀨茉莉也／無；香港：曾秀清
17歲，美園高中（即原作M中）的二年級生。當收到了來自翔子的一封信封面寫有的信和翔子的手機時，翔子已經下落不明。為了尋找翔子，而和寺岡智一起假援交引顧客出來打探翔子的下落。後來察覺到和寺岡智各自只認識半個翔子時，以「拼圖的另一半」來形容他，意指「與對方那半拼圖湊合在一起就是真正的翔子」。
寺岡智
聲：興津和幸／無；香港：張裕東
18歲。翔子的男朋友，兩人在援交時認識。其實早已知道翔子已經割腕自殺，但是希望藉著與木村未來的交流，令彼此都可以透過對方的了解「完整的翔子」。把翔子的屍體藏在浴室裡，每天都在便利店買大量的冰塊保存，最後被警方以非法遺棄屍體的罪名拘捕。
佐久間翔子
聲：櫻井浩美／無；香港：林元春
18歲。成城女學院三年級生，父親是大型製藥公司職員，母親是大學準教授。成績同時也很優秀，因此被外人看好。
但是這也造成她的心理壓力，並開始以援交傷害自己。後被發現於與寺岡智同居的公寓中自殺，死前疑似曾服用『ANGEL·FIX』。

## 出版書籍

### 輕小說
| 集數 | ASCII Media Works | ASCII Media Works      | 台灣角川       | 台灣角川               | 天聞角川       | 天聞角川               |
| 集數 | 發售日期          | ISBN                   | 發售日期       | ISBN                   | 發售日期       | ISBN                   |
| ---- | ----------------- | ---------------------- | -------------- | ---------------------- | -------------- | ---------------------- |
| 1    | 2007年1月25日     | ISBN 978-4-8402-3691-1 | 2008年4月23日  | ISBN 978-986-174-632-6 | 2011年4月13日  | ISBN 978-7-5356-4349-0 |
| 2    | 2007年6月25日     | ISBN 978-4-8402-3888-5 | 2008年8月16日  | ISBN 978-986-174-786-6 | 2011年7月5日   | ISBN 978-7-5356-4501-2 |
| 3    | 2008年6月10日     | ISBN 978-4-04-867097-5 | 2009年1月2日   | ISBN 978-986-174-932-7 | 2011年8月20日  | ISBN 978-7-5356-4624-8 |
| 4    | 2009年7月10日     | ISBN 978-4-04-867910-7 | 2010年5月26日  | ISBN 978-986-237-583-9 | 2011年9月5日   | ISBN 978-7-5356-4698-9 |
| 5    | 2010年5月10日     | ISBN 978-4-04-868543-6 | 2011年3月10日  | ISBN 978-986-237-918-9 | 2011年11月20日 | ISBN 978-7-5356-4825-9 |
| 6    | 2011年2月10日     | ISBN 978-4-04-870272-0 | 2011年8月11日  | ISBN 978-986-287-294-9 | 2012年2月5日   | ISBN 978-7-5356-5075-7 |
| 7    | 2011年7月10日     | ISBN 978-4-04-870691-9 | 2011年12月27日 | ISBN 978-986-287-486-8 | 2012年4月20日  | ISBN 978-7-5356-5247-8 |
| 8    | 2011年9月10日     | ISBN 978-4-04-870810-4 | 2012年7月27日  | ISBN 978-986-287-655-8 | 2012年7月5日   | ISBN 978-7-5356-5416-8 |
| 9    | 2014年9月10日     | ISBN 978-4-04-866728-9 | 2015年5月30日  | ISBN 978-986-366-484-0 |                |                        |

### 漫畫
由Tiv作畫的改編漫畫於2010年8月开始在ASCII Media Works的杂志《月刊Comic電擊大王》上進行连载。2012年9月結束連載。單行本全3卷。
| 集數 | ASCII Media Works | ASCII Media Works      | 台灣角川      | 台灣角川               |
| 集數 | 發售日期          | ISBN                   | 發售日期      | ISBN                   |
| ---- | ----------------- | ---------------------- | ------------- | ---------------------- |
| 1    | 2011年4月4日      | ISBN 978-4-04-870329-1 | 2011年8月31日 | ISBN 978-986-287-304-5 |
| 2    | 2011年9月27日     | ISBN 978-4-04-870892-0 | 2012年7月27日 | ISBN 978-986-287-775-3 |
| 3    | 2012年8月27日     | ISBN 978-4-04-886931-7 | 2013年6月27日 | ISBN 978-986-325-273-3 |

### 廣播劇CD
- - 2009年7月8日發售（ASIN B0026L3FEY）
- - 2010年5月7日發售（ASIN B0038LAJRC）
- （使用動畫版的聲優）
  - 2011年11月9日發售（ASIN B005J7CTD0）

## 電視動畫
2011年7月每日放送、TOKYO MX、千葉電視台、AT-X播放。第一話是由原作者杉井光新寫的原案故事，共計60分鐘。

### 製作人員
- 原作 - 杉井光
- 角色原案 - 岸田梅爾
- 監督 - 櫻美勝志
- 系列構成 - 水上清資
- 角色設計 - 佐野惠一
- 道具設計 - 矢向宏志
- 美術監督 - 大西穰
- 色彩設計 - 店橋真弓、木村美保
- 攝影監督 - 大河内喜夫、佐藤敦
- 編輯 - 西山茂
- 音響監督 - 明田川仁
- 音樂 - 岩崎琢
- 製片人 - 湯浅隆明、伊藤善之、藤田敏、福田順
- 演出 - 川瀨浩平、松倉友二、小山直子
- 動畫製作 - J.C.STAFF
- 製作 - 「神的記事本」製作委員會（華納家庭影音娛樂、ASCII Media Works、Lantis、AT-X、KlockWorx）

### 主題曲
片頭曲「カワルミライ」
作詞 - こだまさおり，作曲・編曲 - 中山真斗（Elements Garden），歌 - ChouCho
片尾曲「Colorado Bulldog」（第1話）
WRITERS - Billy Sheehan、Pat Torpey、Eric Martin、Tony Fanucci、Paul Gilbert
歌 - MR.BIG
片尾曲「あすなろ」（第2話 - 第12話）
作詞・歌 - 鈴村健一，作曲・編曲 - 宮崎誠
插入曲「Teddy」
歌 - スージー·キム

### 各話列表
| 話數    | 日文標題 | 中文標題               | 香港J2標題         | 劇本                | 分鏡                           | 演出                | 作畫監督                                                             | 總作画監督          | 原作              |
| ------- | -------- | ---------------------- | ------------------ | ------------------- | ------------------------------ | ------------------- | -------------------------------------------------------------------- | ------------------- | ----------------- |
| Page.1  |          | 關於她，我了解的二三事 | 對她的事略知一二   | 水上清資            | 櫻美勝志                       | 神保昌登 鈴木健太郎 | 富岡寬、矢向宏志、藤井昌宏 冷水由紀繪、佐野惠一                      | －                  | 原創              |
| Page.2  |          | 你和旅行包             | 你與旅行袋         | 伊神貴世            | 二瓶勇一                       | 高島大輔            | 橋口隼人、中村真悟 館崎大、飯飼一幸                                  | 冷水由紀繪 佐野惠一 | 第二卷            |
| Page.3  |          | 我能為兩人做的事       | 我可以為二人做的事 | 伊神貴世            | 二瓶勇一                       | 高島大輔            | 館崎大、谷口繁則、富山大輔 南伸一郎、兒玉亮、藤部生馬 戶田麻衣       | 冷水由紀繪 佐野惠一 | 第二卷            |
| Page.4  |          | 花丸湯汁事件始末       | 花丸湯底的來龍去脈 | 水上清資 高木明日香 | 神保昌登                       | 神保昌登            | 齊藤美香、齊藤敦史                                                   | 佐野惠一            | 第五卷            |
| page.5  |          | 我所知道的那個傢伙     | 那傢伙認識我       | 綾奈由仁子          | 川面真也                       | 川面真也            | 沈宏、小林亮 伊藤香織、冷水由紀繪                                    | 冷水由紀繪          | 第四卷            |
| page.6  |          | 我可能會慘敗           | 我感到挫折         | 綾奈由仁子          | 青井小夜                       | 青井小夜            | 福世孝明、松尾亞希子 牛尾優衣、伊藤依織子                            | 佐野惠一            | 第四卷            |
| page.7  |          | 我能做到的一切         | 盡我所能           | 綾奈由仁子          | 櫻美勝志 二瓶勇一              | 神保昌登            | 竹内昭、松下純子 館崎大、藤部生馬                                    | 佐野惠一 冷水由紀繪 | 第四卷            |
| page.8  |          | 我不相信命運           | 我不相信命運       | 綾奈由仁子          | 柳澤哲也 鈴木健太郎 青井小夜   | 鈴木健太郎          | 齊藤美香、齊藤敦史 館崎大                                            | 冷水由紀繪          | 第四卷            |
| page.9  |          | 那個夏天的二十一球     | 那年夏天的二十一球 | 伊神貴世            | 櫻美勝志                       | 高島大輔            | 田中宏紀、佐野惠一                                                   | 佐野惠一            | 第五卷            |
| page.10 |          | 關於你                 | 關於你             | 綾奈由仁子          | 尾見名江子 島津裕行 鈴木健太郎 | 青井小夜            | 橋口隼人、藤部生馬 伊藤香織、小林亮、佐野惠一                        | 佐野惠一 冷水由紀繪 | 第一卷 少量第三卷 |
| page.11 |          | 我的碎片               | 我的零碎片段       | 伊神貴世            | 二瓶勇一                       | 新井伸浩            | 沈宏、伊藤依織子 館崎大                                              | 冷水由紀繪          | 第一卷 少量第三卷 |
| page.12 |          | 你和我和她的事         | 你與我與她的事     | 水上清資            | 川面真也 櫻美勝志              | 川面真也            | 齊藤美香、冷水由紀繪 藤部生馬、小林亮、伊藤依織子 矢向宏志、佐野惠一 | 佐野惠一 冷水由紀繪 | 第一卷 少量第三卷 |

### 播放電視台
| 播放地區   | 播放電視台          | 播放日期                 | 播放時間（UTC+9）                                                           | 所属联播网 | 備註                                                                                         |
| ---------- | ------------------- | ------------------------ | --------------------------------------------------------------------------- | ---------- | -------------------------------------------------------------------------------------------- |
| 日本全域   | AT-X                | 2011年7月2日 - 9月24日   | 星期六 23時00分 - 24時00分（第1話） 星期六 23時30分 - 24時00分（第2話以後） | 衛星電視   | 有重播 7月9日停播                                                                            |
| 東京都     | TOKYO MX            | 2011年7月8日 - 9月23日   | 星期五 25時00分 - 26時00分（第1話） 星期五 25時30分 - 26時00分（第2話以後） | 獨立UHF局  |                                                                                              |
| 千葉縣     | 千葉電視台          | 2011年7月9日 - 9月24日   | 星期六 25時00分 - 26時00分（第1話） 星期六 25時00分 - 25時30分（第2話以後） | 獨立UHF局  |                                                                                              |
| 神奈川縣   | tvk                 | 2011年7月9日 - 9月24日   | 星期六 25時30分 - 26時30分（第1話） 星期六 25時30分 - 26時00分（第2話以後） | 獨立UHF局  |                                                                                              |
| 埼玉縣     | 埼玉電視台          | 2011年7月9日 - 9月24日   | 星期六 25時35分 - 26時35分（第1話） 星期六 25時35分 - 26時05分（第2話以後） | 獨立UHF局  |                                                                                              |
| 近畿廣域圈 | 每日放送（MBS）     | 2011年7月9日 - 9月24日   | 星期六 26時58分 - 27時58分（第1話） 星期六 26時58分 - 27時28分（第2話以後） | 日本新聞網 | Anime Shower第3部                                                                            |
| 中京廣域圈 | 中部日本放送（CBC） | 2011年7月13日 - 9月28日  | 星期三 26時30分 - 27時30分（第1話） 星期三 26時30分 - 27時00分（第2話以後） | 日本新聞網 |                                                                                              |
| 日本全域   | NICONICO频道        | 2011年7月14日 - 9月29日  | 星期四 12時30分 更新                                                        | 网络电视   |                                                                                              |
| 日本全域   | MovieGate           | 2011年7月14日 - 9月29日  | 星期四 更新                                                                 | 网络电视   |                                                                                              |
| 日本全域   | ShowTime            | 2011年7月15日 - 9月30日  | 星期五 16時00分 更新                                                        | 网络电视   |                                                                                              |
| 日本全域   | 萬代頻道            | 2011年7月28日 - 10月13日 | 星期四 12時00分 更新                                                        | 网络电视   |                                                                                              |
| 香港       | J2                  | 2012年3月16日－5月25日   | 星期五 24:00－24:30                                                         |            | 3月16日（第1話）24:00－25:05 3月23日（第2話） 24:25－24:55 5月25日（第11、12話）24:00－25:05 |